# Aldo Di Biagio
Aldo Di Biagio (Roma, 23 dicembre 1964) è un politico italiano.

## Biografia
Durante la guerra in Croazia  si è unito nel 1991 al Corpo delle Guardie nazionali e ha combattuto nella Slavonia orientale. Dopo la guerra ha vissuto a Zagabria, città nativa di sua moglie.
Dal 2001 al 2005 ha ricoperto la carica di Capo Ufficio Relazioni internazionali su incarico dell'allora Ministro delle Politiche Agricole e Forestali Gianni Alemanno e ha svolto l'incarico di Consigliere del Ministro per le relazioni industriali e imprenditoriali, per lo sviluppo e la promozione dell'agroalimentare italiano all'estero e la valorizzazione della ristorazione italiana nel mondo.

### Elezione a deputato
Alle elezioni politiche del 2008 viene candidato nella lista del Popolo della Libertà, in quota Alleanza Nazionale, nella circoscrizione Estero - Ripartizione Europa e viene eletto deputato.
Il 30 luglio 2010 lascia il PdL per aderire insieme a 33 deputati al gruppo autonomo finiano Futuro e Libertà per l'Italia. È il primo tra i finiani a lasciare l'8 settembre 2010 il proprio incarico, nel suo caso quello di responsabile Nazionale del settore "Italiani nel Mondo" del Popolo della Libertà.

### Elezione a senatore
Alle elezioni politiche del 2013 viene candidato nella lista Monti Con Monti per l'Italia, in quota FLI, nella circoscrizione Estero - Ripartizione Europa e viene eletto senatore. Viene eletto e insieme a Benedetto Della Vedova, è uno dei due senatori di FLI e si iscrive al gruppo di Scelta civica. Il 10 dicembre 2013 aderisce al gruppo "Per l'Italia" di cui è vicecapogruppo vicario.
A febbraio 2017 aderisce al neonato movimento centrista Centristi per l'Europa, nato in seguito ad una scissione dell'UDC a cui hanno preso parte Pier Ferdinando Casini e Gianpiero D'Alia.
Alle elezioni politiche del 2018 è ricandidato con Civica Popolare alla Camera, nella riparto Europa, ma non viene più eletto.

## Procedimenti giudiziari
Il 4 gennaio 2014 risulta indagato dalla Procura di Roma per associazione a delinquere nell'inchiesta sui 22 milioni di truffa a danno dell'INPS, per cui Di Biagio avrebbe goduto di 433.589 euro in assegni circolari irregolari.
Il 7 giugno 2016 il Gip del Tribunale di Roma ha disposto l'archiviazione del procedimento nei confronti di Di Biagio